# Placebo (hudební skupina)
Placebo je britská rocková skupina založená v roce 1994 v Londýně, původem z Lucemburska, bývá řazena k britpopu nebo glam rocku.

## Členové
- Brian Molko (elektrická kytara, zpěv)
- Stefan Olsdal (basová kytara, elektrická kytara)

## Diskografie

### Alba
Pozice alba v britských hiparádách je uvedena za albem – # číslo

#### Řadové desky
- Placebo (1996) #5
- Without You I'm Nothing (1998) #7
- Black Market Music (2000) #6
- Sleeping With Ghosts (2003) #11
- Meds (2006) #7
- Battle for the Sun (2009)
- Loud Like Love (2013)
- Never Let Me Go (2022)

#### Kompilace
- Once More With Feeling (2004) #8

### DVD
- Soulmates Never Die (2004)
- Once More With Feeling (2004)
- We Come In Pieces (2011)

### Singly
- Come Home (1996)
- 36 Degrees (1996)
- Teenage Angst (1996) #30
- Nancy Boy (1997) #4
- Bruise Pristine (1997) #14
- Pure Morning (1998) #4
- You Don't Care About Us (1998) #5
- Every You Every Me (1999) #11
- Without You I'm Nothing (1999)
- Taste In Men (2000) #16
- Slave To The Wage (2000) #19
- Special K (2004)
- Black Eyed (2001)
- The Bitter End (2003) #12
- This Picture (2003) #23
- Special Needs (2003) #27
- English Summer Rain (2004) #23
- Protege Moi (2004)
- Twenty Years (2004) #18
- Because I Want You (2006) #13 (pouze ve Velké Británii)
- Song To Say Goodbye (2006)
- Infra-Red (2006)
- Meds (2006)
- Beautiful James (2021)

## Recenze
Placebo – Loud Like Love (2013)[nedostupný zdroj] na Creative Block 7/10